# Distretto di Vaŭkavysk
Il distretto di Vaŭkavysk (in bielorusso Ваўкавыскі раён?) è un distretto (raën) della Bielorussia appartenente alla regione di Hrodna.